# Silnice II/278
Silnice II/278 je silnice II. třídy v severní části České republiky, v okresech Česká Lípa a okres Liberec, patřících do Libereckého kraje. Začíná ve Stráži pod Ralskem a končí v Hodkovicích nad Mohelkou. Do roku 1997 pokračovala až do Jablonce nad Nisou, tato část byla ale převedena na silnici I/65.

## Vedení silnice

### Okres Česká Lípa
- Silnice začíná na západní straně města Stráž pod Ralskem v sousedství odkaliště po těžbě uranu a jedné ze slunečních elektráren, na křižovatce se silnicí II/270. Odtud jde východním směrem mimo střed města, po severní straně Horeckého rybníka, známého i jako Vodní dílo Stráž.
- Poté míjí střed Hamru na Jezeře po severní straně Hamerského rybníka.
- Za Hamrem se stáčí na SV, prochází obec Břevniště a stačí se na JV

### Okres Liberec
- Míjí obec Chrastná při jejím SV okraji a míří do města Osečná.
- Do Osečné vchází Českolipskou a Kunratickou ulicí na Svatovítské náměstí, kde se odpojuje silnice II/597 Pak Českodubskou ulicí Osečnou opouští JV směrem.
- Protíná obec Kotel a při jižním okraji obce Modlibohov se stáčí na jih.
- Je vedena obcemi Hoření Starý Dub a Starý Dub a dál vede k jihu
- Ulicí Řídícího učitele Havla je vedena do středu města Český Dub, na náměstí Bedřicha Smetany
- Z náměstí odbočuje k jihu silnice II/277, kdežto silnice 278 pokračuje na východ a poté k severu ulicí Řídícího učitele Škody město opouští.
- Míjí obec Domaslavice a stáčí se k východu přes obec Vlčetín.
- Do města Hodkovice nad Mohelkou vchází jako Českodubská ulice, přes kruhovou křižovatku pokračuje k východu Mánesovou ulicí a končí v systému sjezdů a nájezdů ze silnice pro motorová vozidla I/35.